# Ficus crassiuscula
Ficus crassiuscula là một loài thực vật có hoa trong họ Moraceae. Loài này được Warb. ex Standl. mô tả khoa học đầu tiên năm 1917.